# Charter of Liberties
Die Charter of Liberties ist eine von Heinrich I. von England im Jahr 1100 proklamierte Vereinbarung mit dem Adel.
In ihr erkannte der König gewisse Rechte der geistlichen und weltlichen Großen an. Die Charter of Liberties ist eine Vorläufer der Magna Carta, die größere Textpassagen direkt aus ihr entnahm.
Die Charter sicherte Heinrich die Unterstützung des Adels nach seiner Thronbesteigung. Die selbstauferlegte Machtbegrenzung nimmt direkt Bezug auf Heinrichs Vorgänger und Bruder Wilhelm II., der v. a. mit den kirchlichen Würdenträgern in beständigem Konflikt um die Besetzung geistlicher Ämter lag und des Öfteren die Vakanzzeit klerikaler Ämter verlängerte, um in dieser Periode die damit verbundenen Abgaben in die königliche Kasse leiten zu können.
Die Charter of Liberties wurde von den englischen Königen im Allgemeinen ignoriert. Erst 1213 machte der Erzbischof von Canterbury Stephen Langton im Konflikt um seine Anerkennung die Bestimmungen wieder publik, was schließlich zum Abschluss der Magna Carta beitrug.